# Municipio de Reading (Nebraska)
El municipio de Reading (en inglés: Reading Township) es un municipio ubicado en el condado de Butler en el estado estadounidense de Nebraska. En el año 2010 tenía una población de 521 habitantes y una densidad poblacional de 5,6 personas por km².

## Geografía
El municipio de Reading se encuentra ubicado en las coordenadas 41°10′41″N 97°18′34″O / 41.17806, -97.30944. Según la Oficina del Censo de los Estados Unidos, el municipio tiene una superficie total de 93.1 km², de la cual 92,99 km² corresponden a tierra firme y (0,12 %) 0,11 km² es agua.

## Demografía
Según el censo de 2010, había 521 personas residiendo en el municipio de Reading. La densidad de población era de 5,6 hab./km². De los 521 habitantes, el municipio de Reading estaba compuesto por el 98,27 % blancos, el 0,96 % eran de otras razas y el 0,77 % eran de una mezcla de razas. Del total de la población el 3,84 % eran hispanos o latinos de cualquier raza.